# 254-я стрелковая дивизия
254-я стрелковая Черкасская ордена Ленина Краснознамённая, орденов Суворова, Кутузова, Богдана Хмельницкого дивизия (254 сд) — воинское соединение РККА в Великой Отечественной войне. Одна из самых прославленных дивизий Красной Армии — одна из семи дивизий, награждённых пятью орденами и имеющих почётное наименование, из этих дивизий занимает первое место по числу Героев Советского Союза и шестое место среди всех соединений РККА.

## История формирования
В соответствии с Приказом Ставки ГК от 29 июня 1941 года за № 00100 «О формировании стрелковых и механизированных дивизий из личного состава войск НКВД» на Л. Берия была возложена ответственность за формирование 15 новых дивизий.
В конце июня — первой половине июля 1941 года Ставка Главного командования приняла решение из состава пограничных и других войск НКВД сформировать 15 стрелковых дивизий, из них 6 в самое короткое время.

В соответствии с этим решением в приказе наркома внутренних дел от 29 июня 1941 года значились следующие основные пункты:

«1. Руководство формированием возложить на моего заместителя генерал-лейтенанта тов. Масленникова.

2. При тов. Масленникове создать оперативную группу в составе пяти человек.

3. К формированию дивизий приступить немедленно.

4. На формирование указанных дивизий выделить из кадров войск НКВД по 1000 человек рядового и младшего начальствующего состава и по 500 чел. командно-начальствующего состава на каждую дивизию. На остальной состав дать заявки в Генеральный штаб Красной Армии на призыв из запаса всех категорий военнослужащих.

5. Сосредоточение кадров, выделяемых из войск НКВД, закончить к 17 июля с. г.» /ЦАПВ, ф. 19, оп. 8410, ед. хр. 2, л. 1,2/.
Первые шесть формируемых дивизий предназначались Фронту резервных армий.
Формирование дивизии начато 3 июля 1941 года под руководством полковника П. Н. Похазникова в Московском военном округе в Тесницких лагерях в 25 километрах севернее Тулы почти исключительно за счёт призванных из запаса красноармейцев и командиров, с небольшим количеством командиров из состава внутренних и пограничных войск НКВД СССР, закончено 12 июля 1941 года.

## История
Периоды вхождения в состав Действующей армии:
- 15 июля 1941 года — 9 мая 1943 года,
- 25 августа 1943 года — 5 сентября 1944 года
- 30 октября 1944 года — 11 мая 1945 года.

Перечень № 5 Стрелковых, горнострелковых, мотострелковых и моторизованных дивизий, входивших в состав действующей армии в годы Великой Отечественной войны 1941—1945 гг. / А. П. Покровский. — М.: Министерство обороны, 1956. — 218 с.

### 1941
12 июля 1941 года дивизия начала погрузку в эшелоны, не имея вооружения, и 15 июля 1941 года полностью закончила выгрузку на железнодорожной станции Старая Русса. 16 июля 1941 получила боевую задачу выйти на рубеж Еваново, Тулебля, Заболотье, Внучково, Утошкино, Ногаткино в 8-10 километрах к западу, юго-западу и югу от Старой Руссы и занять оборону на фронте свыше 15 километров. Вооружение дивизия получала непосредственно на рубежах — и более того, уже в момент первых соприкосновений с противником 28-30 июля 1941 года. 30 июля 1941 года дивизия была атакована основными силами 290-й пехотной дивизии и до 4 августа 1941 года успешно отражает все атаки врага. Однако 4 августа 1941 года противник силами 290-й дивизии и 30-й пехотной дивизии прорвал оборону ослабленной 180-й стрелковой дивизии, располагавшейся севернее 254-й дивизии, и вынудил дивизию к отходу на восточный берег реки Ловать в 13-17 километрах от ранее занимаемого рубежа, где севернее Плешаково, Присморжье дивизия заняла оборону шириной около 7 километров.
С 12 августа 1941 года дивизия, участвуя в контрударе, к 18 августа 1941 года вышла к рубежу реки Полисти и овладела южной окраиной Старой Руссы, продвинувшись более чем на 20 километров. Однако дивизия вновь была вынуждена отойти на прежние позиции за Ловать. Севернее дивизии занимали оборону войска 22-го стрелкового корпуса, а южнее был разрыв шириной в 12 километров. В этот разрыв с 24 августа 1941 года начала наступление 3-я танковая дивизия СС «Мёртвая голова» по восточному берегу реки Ловать на тылы и левый фланг дивизии. Дивизия вновь отступила на северо-восток за реку Пола, к 31 августа заняла оборону на фронте Заостровье, Выстова, а затем отступила и далее на 5-8 км юго-восточнее и заняла рубеж южнее железнодорожной станции Беглово на рубеже северо-западнее Пожалеево, западнее Нора, Пустыня. Справа заняла оборону 202-я стрелковая дивизия, слева 163-я стрелковая дивизия
9 сентября 1941 года поступил приказ об отводе дивизии в резерв в Лычково, однако оно уже было занято вражескими войсками, и дивизия вступила в бой в районе западнее Лычково и не допустила развития наступления немецких войск на Выдерки. 929-й стрелковый полк в это время вёл бои в тылах немецкой армии в Язвище (6 километров южнее станции Любница), сама дивизия была выведена в резерв и расположилась в районе юго-западнее Любницы, 29 и 30 сентября 1941 года вела безуспешное наступление на Каменную Гору.
5 октября 1941 года дивизия сдала свой участок частям 26-й стрелковой дивизии и была разбросана: 936-й стрелковый полк был переброшен в район западнее Лычково, где сменил некоторые части 84-й стрелковой дивизии и вошёл в её состав; другие полки были задействованы в строительстве оборонительных рубежей, а 16 октября два полка были переброшены в район Белый Бор, который 17 октября 1941 года оставили и потом безуспешно пытались его отвоевать. 936-й полк 12 ноября 1941 года был выбит с занимаемых позиций у Лычково.

### 1942
С 8 января 1942 года дивизия участвует в Демянской наступательной операции, наступает на фронте в 25 километров, имея справа 180-ю стрелковую дивизию, слева 202-ю стрелковую дивизию из района болота Невий Мох, расположенного в междуречье Поломети и Полы, юго-восточнее озера Ильмень. 12 января 1942 года прорвала оборону противника северо-западнее Вершины, пересекла железную дорогу западнее станции Беглово и овладела посёлком Беглово. 28 января 1942 года дивизия сдала позиции и 30 января 1942 года форсированным маршем вышла в район Взвад на южном берегу озера Ильмень (около 15 километров северо-восточнее Старой Руссы), где встала в оборону, приводила себя в порядок и пополнялась. В начале февраля 1942 дивизия вновь переброшена, уже в район Парфино, 7 февраля 1942 года овладела узлом обороны противника в Парфино, а затем в Мануйлово в 7 километрах северо-восточнее Парфино. К 12 февраля 1942 года дивизия вновь переброшена из Мануйлово в район Анишино, Медниково (2-4 километра северо-восточнее и юго-восточнее Старой Руссы), севернее и южнее шоссе на Парфино, а затем сразу на рубеж реки Порусья, где ведёт бои за Аринино в 8 километрах южнее Старой Руссы, на шоссе в Холм и где перешла к обороне на рубеже Пенно, Аринино фронтом на север, шириной более 6 километров, с задачей удерживать шоссе на Холм. Справа занимала оборону 46-я стрелковая бригада, слева 50-я стрелковая бригада.
С 20 марта 1942 года немецкие войска перешли в наступление с целью деблокады демянской группировки, прорвали оборону соседней 50-й стрелковой бригады, и вышли в тылы дивизии. Дивизия вела ожесточённые оборонительные бои, частично в окружении, с 5-й лёгкой пехотной дивизией, затем с 122-й пехотной дивизией, а затем и с 12-й моторизованной дивизией. Дивизию поддерживали 85-й танковый полк и 27-й гвардейский миномётный полк реактивной артиллерии, и они смогли удержать позиции со стороны Старой Руссы в районе Сычево, одновременно не допустив расширения коридора к Демянску группой Зейдлица — дивизия находилась у самого начала коридора на его северном фасе. Там же дивизия и ведёт частные бои вплоть до 23 января 1943 года.

### 1943
После 23 января 1943 года дивизия перешла на восточный участок рамушевского коридора. C 15 февраля 1943 года дивизия наступает совместно с 26-й стрелковой дивизией из района Радово в 26 километрах юго-восточнее Сычево, однако безуспешно.
К 8 апреля 1943 года, после отхода немецких войск из Демянска, дивизия была сосредоточена в районе Ясной Поляны в 10 километрах восточнее Старой Руссы, затем, в мае 1943 года вышла в район станции Едрово, западнее Бологого, где вошла в состав 52-й армии, в которой и прошла всю оставшуюся войну.
В конце мая 1943 года дивизия переброшена по железной дороге под Воронеж, в район Нижней Ведуги, где сосредоточилась к 5 июня 1943 года, где пополнялась и обучалась. 9 августа 1943 года дивизия начала выдвижение на фронт и к 1 сентября 1943 года вышла в район восточнее Зенькова Полтавской области и 4 сентября 1943 года перешла в наступление на противника, оборонявшего район Зенькова. Дивизия наступала с исходного рубежа Большая Пожарня, Перелески, Хмаровка юго-западнее Зеньково, 6 сентября 1943 года приняла участие в освобождении города, затем преследует отходящего противника, 9 сентября 1943 года заняла Борки, а 16 сентября форсировала с ходу реку Псел, 17-18 сентября 1943 года приняла участие в освобождении городов Сорочинцы и Миргород, 20 сентября 1943 года овладела Великой Богачкой, затем, двигаясь форсированным маршем, дивизия участвовала в освобождении города Золотоноша и к исходу 26 сентября 1943 года вышла к Днепру в районе Бубновская Слободка, Домантово.
В ночь с 29 на 30 сентября 1943 года форсирует Днепр напротив устья реки Рось, справа от дивизии переправлялась 93-я стрелковая дивизия, слева 138-я стрелковая дивизия, захватывает плацдарм и к 2 октября 1943 года в полном составе (исключая артиллерийский полк) была на плацдарме (Каневский плацдарм). Весь октябрь 1943 года дивизия ведёт тяжелейшие оборонительные бои на плацдарме, 17 октября 1943 года перешла в наступление, овладела селом Крещатик, но дальше не продвинулась.
6 ноября 1943 года дивизия оставила плацдарм, переправившись на восточный берег Днепра как и другие соединения армии (исключая 294-ю стрелковую дивизию c 438-м истребительно-противотанковым артиллерийским полком, оставленные для обороны плацдарма), к 9 ноября 1943 года она прибыла в новый исходный район для наступления северо-западнее Черкассы, южнее Коробовки (около 60 километров южнее Каневского плацдарма). Перед дивизией была поставлена задача вновь форсировать Днепр с задачей овладеть крупным оборонительным районом гитлеровцев в городе Черкассы, и в дальнейшем наступать в направлении города Смела и станции Бобринская. Справа от дивизии наступала 294-я стрелковая дивизия, слева 373-я стрелковая дивизия. В ночь с 12 на 13 ноября 1943 года дивизия передовыми отрядами форсировала Днепр и захватила плацдарм, затем наступала на Черкассы и вышла к городу с запада. С 20 ноября 1943 года штурмует город. В городе оборонялись 72-я пехотная дивизия и 57-я пехотная дивизия, а также 5-я танковая дивизия СС «Викинг». С северо-запада на город наступала 373-я стрелковая дивизия, а с 24 ноября 1943 года присоединилась 7-я гвардейская воздушно-десантная дивизия. Штурм города продолжался до 26 ноября 1943 года без каких-либо серьёзных достижений. 28 ноября 1943 года штурм возобновился, но в этот момент со стороны Смелы был нанесён контрудар немецких войск силами 3-й танковой дивизии и дивизия была вынуждена отражать удар извне вплоть до 3 декабря 1943 года, однако немецкий контрудар принёс успех, в город прорвались танки, деблокировав окружённую группировку. Но 4 декабря 1943 года начался третий штурм города, и вновь было организовано кольцо. Четвёртый штурм начался 9 декабря 1943 года и только к 14 декабря 1943 года Черкассы были освобождены. Дивизия же прикрывала штурм с запада, обороняясь в районе Дубиевки (в 12 километрах юго-западнее Черкасс).

### 1944
С 5 января 1944 года, участвуя в Кировоградской наступательной операции, дивизия наступает от Дубиевки с задачей форсировать Ирдынское болото и наступать на Березник. Слева наступала 7-я гвардейская воздушно-десантная дивизия, справа 78-й стрелковый корпус. Дивизия смогла продвинуться через замёрзшее болото на 3 километра но была остановлена силами 72-й пехотной дивизии и дивизии СС «Викинг». Держит оборону на берегу болота до 27 января 1944 года, после чего спешно была переброшена на левый фланг армии в район Михайловки в 18 километрах юго-восточнее Смелы и с 28 января 1944 года дивизия наступает на Райгород, форсировала Гнилой Ташлык и заняла Терновку. Справа наступала 373-я стрелковая дивизия, слева — 7-я гвардейская воздушно-десантная дивизия.
До 7 февраля 1944 года преследует немецкие войска, манёвренно обороняющиеся. К 7 февраля 1944 года подошла восточнее Городища в 23 километрах северо-восточнее Ольшаны и до 9 февраля 1944 года ведёт бои за населённый пункт, а затем медленно продвигалась маршем к Корсунь-Шевченковскому, куда вышла к 15 февраля 1944 года и повернула на запад в направлении Шендеровки. К утру 16 февраля 1944 года дивизия вышла в исходный район для наступления на оборону противника, занятую им в Хуторе Завадского, северо-восточнее Шендеровки, прикрывающую окружённую и готовящуюся к выходу из окружения корсунь-шевченковскую группировку. Дивизия атакует её безуспешно 16 февраля 1944 года, а 17 февраля 1944 года совместно с частями 7-й гвардейской воздушно-десантной дивизии и 5-го гвардейского кавалерийского корпуса ворвалась в Шендеровку.
К 29 февраля 1944 года дивизия была переброшена в район 18-20 км северо-западнее Звенигородки и безуспешно атакует войска противника на рубеже Чижовка, Рыжановка.
С 5 марта 1944 года наступает на Рыжановку в ходе Уманско-Ботошанской операции в общем направлении на Умань, на самом правом фланге армии. Правее дивизии на Чижовку наступала 27-я армия, слева на Поповку 294-я стрелковая дивизия. Наступление дивизии в лоб на позиции врага захлебнулось, и лишь ночью ей удалось — используя успех войск 27-й армии — обойти Рыжанковку и выйти к 7 марта 1944 года к реке Горный Тикич. Дивизия с ходу форсировала реку, в ожесточённом бою овладела Чёрной Каменкой и продолжила наступление на Умань. 8 марта 1943 года ведёт бой за станцию Поташ и к утру 9 марта 1943 дивизия вышла на подступы к Умани. Атака с ходу не удалась, однако же 10 марта 1944 года вместе с танковыми частями 2-й танковой армии город был взят, а дивизия продолжила преследование и к исходу дня отошла от Умани на 10 километров, затем продолжила марш в условиях распутицы к Южному Бугу, практически не встречая сопротивления. Скрытно переправилась через реку в районе Красносёлки и завязала бои за плацдарм. Уничтожив вражеские войска, пытавшиеся препятствовать переправе, дивизия опять же маршем двинулась к Днестру, куда вышла к 16 марта 1944 года между Ямполем и Сороками. 17 марта 1944 года, преодолев незначительное сопротивление, дивизия переправилась через реку, после чего продолжила наступление, повернув на юг, на Рышканы, за который пришлось вести непростой бой, а в дальнейшем колонной шла к городу Фалешты, который после скоротечного боя был взят. Дивизия продолжила наступление на Скуляны и к 25 марта 1944 года вышла на государственную границу СССР.
В ночь с 27 на 28 марта 1944 года дивизия передовыми отрядами форсирует Прут и захватывает небольшой плацдарм, отражает контратаки врага. С 16 апреля 1944 года наступает с плацдарма в направлении Яссы, однако без особого успеха и к 30 апреля 1943 года была выведена в корпусной резерв.
С 30 мая 1944 года по 5 июня 1944 дивизия отражает вражеский контрудар, была несколько потеснена, с 9 июня 1944 года предпринимала попытки восстановить положение, но неудачно. 24 июня 1944 года была выведена в армейский резерв, в основном расположилась на левом берегу Прута, восточнее Скулян.
В ночь на 19 августа 1944 года части дивизии вышли из района сосредоточения, переправились на другой берег Прута и заняли исходное положение северо-восточнее Ясс. С началом Ясско-Кишинёвской наступательной операции дивизия наступает во втором эшелоне, введена в бой 21 августа 1944 года, сначала действовала без особого успеха, но со вводом частей 18-го танкового корпуса темп наступления дивизии ускорился.
К рассвету 22 августа 1944 года дивизия вышла на гребень хребта Маре и овладела перевалом на шоссе из Ясс на Васлуй. C 23 августа 1944 года дивизия преследует врага в направлении Бырлада, но была развёрнута на восток, для наступления к Пруту, и вышла к нему в 100 километрах южнее исходной точки наступления, где соединилась с подразделениями войск 3-го Украинского фронта. С 25 августа 1944 года по 30 августа 1944 года дивизия ведёт напряжённейшие бои, в которых были задействованы даже штабные подразделения, с войсками окружённой кишинёвской группировки, пытающимися прорваться из кольца.
В начале сентября 1944 года дивизия была выведена в Яссы, затем на левый берег Прута на станцию Унгены, где была погружена в эшелоны и вывезена в район города Владимир-Волынский, где сосредоточилась к концу сентября 1944 года.
С 22 октября 1944 года дивизия начала марш в Польшу, и к 29 октября 1944 года сосредоточилась южнее города Ниско в 40 километрах восточнее Сандомира.
C 23 декабря 1944 года дивизия начала марш на запад, переправилась через Вислу на сандомирский плацдарм и к утру 25 декабря 1944 года сосредоточилась южнее города Сташув.

### 1945
В ходе Сандомирско-Силезской операции наступает в общем направлении из района южнее Воля-Подуховна на Хмельник, Радомско, Велюнь, Бреслау на главном направлении удара армии. Справа наступала 13-я армия, слева 294-я стрелковая дивизия, во втором эшелоне за дивизией располагалась 50-я стрелковая дивизия. В наступлении дивизию поддерживали в частности 152-я танковая бригада и 88-й тяжёлый танковый полк.
В ночь на 11 января 1945 года сменила на передовой части 97-й стрелковой дивизии. 12 января 1945 года перешла в наступление, прорвала оборону противника, вышла к городу Хмельник, 13 января овладела им, к 14 января 1945 года вышла к реке Пилица, после её форсирования дивизия наступала уже колонной. Догнав 7-й гвардейский танковый корпус 16 января 1945 года овладела вместе с ним Радомско, 19 января 1945 года — Велюнью, форсировала реку Варта. К исходу 20 января 1945 года переправилась с ходу через реку Просна и вступила в Верхнюю Силезию, 21 января 1945 года овладела железнодорожной станцией Гиммель. После напряжённых боёв в этом районе, с 24 января 1945 года дивизия возобновила наступление в направлении города Эльс, наткнулась на ожесточённое сопротивление. 26 января 1945 года дивизия вышла к Одеру в районе Пейскевиц северное Бреслау, передовыми отрядами форсировала реку, захватила небольшой плацдарм.
9 февраля 1945 года дивизия сдала позиции на плацдарме, переправилась обратно, форсированным маршем опять вышла на западный берег Одера, но уже в 40 километрах северо-западнее в район города Лигниц, прикрывала левый фланг армии, а затем была выдвинута восточнее Бунцлау с задачей наступать за 6-м гвардейским танковым корпусом. Наступала на Бунцлау, затем к 20 февраля 1945 года вышла к реке Нейсе, севернее Пенциха, однако форсировать не смогла. С 22 февраля 1945 года дивизия выполняет задачу овладеть узлами обороны врага в Нидер-Лангенау и Грунау, на подступах к Гёрлицу и форсировать реку Нейсе, задачу выполнить не смогла вообще, 23 февраля 1945 года несколько продвинулась, но реку не форсировала. 28 февраля 1945 года наступление было возобновлено, но также безуспешно. 2 марта 1945 года дивизия попала под удар 17-й танковой дивизии и 6-й пехотной дивизии народного ополчения из районе Гёрлица, была частично окружена, и вынуждена несколько отступить, к 4 марта 1945 года остановив вражеские войска, после чего дивизия держала оборону в районе Герсдорфа.
C 16 апреля 1945 года дивизия из района лес северо-восточнее Пенцых наступает в общем направлении на Баутцен, Дрезден. Слева наступала 50-я стрелковая дивизия, справа 8-я пехотная дивизия 2-й армии Войска Польского. Дивизия форсирует Нейсе и ведёт тяжелейшие бои на её западном берегу, наступает на Вейсенеберг, который 18 апреля 1945 года был взят, к утру 19 апреля 1945 года дивизия вышла к Баутцену, который с ходу взять не удалось. При штурме города немецким снайпером был смертельно ранен командир дивизии М. К. Путейко. Только 21 апреля 1945 года в результате ожесточённых двухдневных боёв был взят Баутцен. С 24 апреля 1945 года дивизия ведёт оборону Баутцена, отражая удар группы армий «Центр», рвущейся с юга на Берлин. 26 апреля 1945 года дивизия, исключая 929-й стрелковый полк, отрезанный ударом 24 апреля 1945 года, была выведена из Баутцена и заняла оборону в лесу, севернее Баутцена в 2—3 километрах. 929-й стрелковый полк попал в окружение, почти полностью погиб. Дивизия вела бои в районе Баутцена до 30 апреля 1945 года.
2 мая дивизия вышла в район северо-западнее Гёрлица, где была пополнена, а с 7 мая 1945 года перешла в наступление из района южнее Ниско в 17 километров северо-западнее Гёрлица с задачей прорвать оборону противника и в последующем овладеть городом Циттау. К городу дивизия вышла к 8 мая 1945 года, с ходу взять не смогла, взяла только 9 мая 1945 года, после чего дивизия устремилась к Млада-Болеслав, после короткого боя противник был выбит передовыми подразделениями дивизии. К 11 мая 1945 года дивизия вышла в район Лиса на Лабе, в 30 километрах северо-восточнее Праги.

### Послевоенная история дивизии
После войны в ноябре 1945 года переформирована в 27-ю Черкасскую механизированную дивизию. Соединение, дислоцированное в городе Дрогобыч, входило в состав 38-й армии ПрикВО. В 1957 г. дивизия была переформирована в 27-ю мотострелковую Черкасскую дивизию.
В период 23-25 октября 1956 года 27-я мотострелковая Черкасская дивизия была введена в Венгрию, принимала участие в подавлении венгерского восстания 1956 года. В 1968 году части дивизии в составе оперативной группы «Балатон» принимали участие в чехословацких событиях (Операция «Дунай»).
В 1965 г. соединению был возвращён номер периода Великой Отечественной войны и 254-я мотострелковая дивизия являлась соединением Южной группы войск. В мае 1991 года дивизия была окончательно выведена из Венгрии.

## Состав
- 929-й стрелковый полк
- 933-й стрелковый полк
- 936-й стрелковый полк
- 791-й артиллерийский полк
- 130-й отдельный истребительно-противотанковый дивизион (с сентября 1944 года 311-й отдельный самоходно-артиллерийский дивизион)
- 333-я отдельная разведывательная рота
- 421-й отдельный сапёрный батальон
- 673-й отдельный батальон связи (455-я отдельная рота связи)
- 271-й медико-санитарный батальон
- 251-я отдельная рота химической защиты
- 53-я (474-я) автотранспортная рота
- 290-я полевая хлебопекарня
- 319-й дивизионный ветеринарный лазарет
- 879-я полевая почтовая станция
- 717-я (523-я) полевая касса Госбанка[3]

- Управление и штаб, Секешфехервар
- 95-й мотострелковый Ясский полк, Хаймашкер
- 96-й мотострелковый ордена Кутузова полк, Сомбатхей — (убыл в состав 93 гв.мсд и передислоцировался в Дебрецен в 1989)
- 5-й гвардейский мотострелковый Волновахский Краснознамённый, ордена Суворова полк, Кишкунмайша — (прибыл из состава 93 гв.мсд в 1989)
- 78-й гвардейский мотострелковый Висленский Краснознамённый, ордена Кутузова полк, Папа
- 66-й танковый полк, Хаймашкер — (передислоцировался в Польгарди в 1989)
- 297-й самоходный артиллерийский полк, Фертёд — (передислоцировался в Шарбогард в 1989)
- 1092-й зенитный ракетный полк, Лепшень — (выведен в 1990 в Еврейскую АО, п. Бабстово)
- 27-й отдельный танковый батальон, Хаймашкер
- 72-й отдельный ремонтно-восстановительный батальон, Хаймашкер
- 456-й отдельный противотанковый артиллерийский дивизион, Папа
- 421-й отдельный инженерно-сапёрный батальон, Мошонмадьяровар — (передислоцировался в Томаши в 1989)
- 15-й отдельный разведывательный батальон, Секешфехервар
- 673-й отдельный батальон связи, Секешфехервар
- 1120-й отдельный батальон материального обеспечения, Секешфехервар
- 271-й отдельный медицинский батальон, Хаймашкер
- 338-й отдельный ракетный дивизион, Секешфехервар — (исключён из штата дивизии в 1987)

- Управление и штаб, Артёмовск
- 5-й гвардейский мотострелковый Волновахский Краснознамённый, ордена Суворова 2-й степени полк, Коммунарск (расформирован в 1992 г.)
- 78-й мотострелковый полк , Артёмовск
- 95-й (561-й) мотострелковый Ясский полк, Луганск
- 66-й танковый полк, Трёхизбенка
- 297-й самоходно-артиллерийский полк, Артёмовск
- 1215-й зенитный ракетный полк, Луганск
- 456-й отдельный противотанковый артиллерийский дивизион.
- 15-й отдельный разведывательный батальон, Трёхизбенка, г. Артёмовск
- 421-й отдельный инженерно-сапёрный батальон, Трёхизбенка
- 673-й отдельный батальон связи
- 1120-й отдельный батальон материального обеспечения
- 72-й отдельный ремонтно-восстановительный батальон
- 271-й отдельный медико-санитарный батальон[4]

## Подчинение
| Период     | Фронт (округ)         | Армия      | Корпус                             | Примечания                                                           |
| ---------- | --------------------- | ---------- | ---------------------------------- | -------------------------------------------------------------------- |
| 01.08.1941 | Северо-Западный фронт | 22-я армия | 22-й стрелковый корпус             | —                                                                    |
| 01.09.1941 | Северо-Западный фронт | 11-я армия | —                                  | —                                                                    |
| 01.10.1941 | Северо-Западный фронт | 11-я армия | —                                  | —                                                                    |
| 01.11.1941 | Северо-Западный фронт | 11-я армия | —                                  | —                                                                    |
| 01.12.1941 | Северо-Западный фронт | 11-я армия | —                                  | —                                                                    |
| 01.01.1942 | Северо-Западный фронт | 11-я армия | —                                  | —                                                                    |
| 01.02.1942 | Северо-Западный фронт | 11-я армия | —                                  | —                                                                    |
| 01.03.1942 | Северо-Западный фронт | 11-я армия | —                                  | —                                                                    |
| 01.04.1942 | Северо-Западный фронт | 11-я армия | —                                  | —                                                                    |
| 01.05.1942 | Северо-Западный фронт | 11-я армия | —                                  | —                                                                    |
| 01.06.1942 | Северо-Западный фронт | 27-я армия | —                                  | —                                                                    |
| 01.06.1942 | Северо-Западный фронт | 27-я армия | —                                  | —                                                                    |
| 01.07.1942 | Северо-Западный фронт | 27-я армия | —                                  | —                                                                    |
| 01.08.1942 | Северо-Западный фронт | 27-я армия | —                                  | —                                                                    |
| 01.09.1942 | Северо-Западный фронт | 27-я армия | —                                  | —                                                                    |
| 01.10.1942 | Северо-Западный фронт | 27-я армия | —                                  | —                                                                    |
| 01.11.1942 | Северо-Западный фронт | 27-я армия | —                                  | —                                                                    |
| 01.12.1942 | Северо-Западный фронт | 27-я армия | —                                  | —                                                                    |
| 01.01.1943 | Северо-Западный фронт | 27-я армия | —                                  | —                                                                    |
| 01.02.1943 | Северо-Западный фронт | 11-я армия | —                                  | —                                                                    |
| 01.03.1943 | Северо-Западный фронт | 11-я армия | —                                  | —                                                                    |
| 01.04.1943 | Северо-Западный фронт | 34-я армия | —                                  | —                                                                    |
| 01.05.1943 | Волховский фронт      | 52-я армия | —                                  | —                                                                    |
| 01.06.1943 | Резерв Ставки ВГК     | 52-я армия | —                                  | —                                                                    |
| 01.07.1943 | Резерв Ставки ВГК     | 52-я армия | —                                  | —                                                                    |
| 01.08.1943 | Воронежский фронт     | 52-я армия | 73-й стрелковый корпус             | —                                                                    |
| 01.09.1943 | Воронежский фронт     | 52-я армия | 73-й стрелковый корпус             | —                                                                    |
| 01.10.1943 | Воронежский фронт     | 52-я армия | 73-й стрелковый корпус             | (с 3 по 19 октября в составе Степного фронта)                        |
| 01.11.1943 | 2-й Украинский фронт  | 52-я армия | 73-й стрелковый корпус             | —                                                                    |
| 01.12.1943 | 2-й Украинский фронт  | 52-я армия | 73-й стрелковый корпус             | —                                                                    |
| 01.01.1944 | 2-й Украинский фронт  | 52-я армия | 78-й стрелковый корпус             | —                                                                    |
| 01.02.1944 | 2-й Украинский фронт  | 52-я армия | 73-й стрелковый корпус             | —                                                                    |
| 01.03.1944 | 2-й Украинский фронт  | 52-я армия | 73-й стрелковый корпус             | —                                                                    |
| 01.04.1944 | 2-й Украинский фронт  | 52-я армия | 73-й стрелковый корпус             | —                                                                    |
| 01.05.1944 | 2-й Украинский фронт  | 52-я армия | 78-й стрелковый корпус             | —                                                                    |
| 01.06.1944 | 2-й Украинский фронт  | 52-я армия | —                                  | —                                                                    |
| 01.07.1944 | 2-й Украинский фронт  | 52-я армия | —                                  | —                                                                    |
| 01.08.1944 | 2-й Украинский фронт  | 52-я армия | —                                  | —                                                                    |
| 01.09.1944 | 2-й Украинский фронт  | 52-я армия | 21-й гвардейский стрелковый корпус | с 5 сентября в резерве Ставки ВГК                                    |
| 01.10.1944 | Резерв Ставки ВГК     | 52-я армия | 78-й стрелковый корпус             | до 30.10.1944 в резерве                                              |
| 01.11.1944 | 1-й Украинский фронт  | 52-я армия | 73-й стрелковый корпус             | —                                                                    |
| 01.12.1944 | 1-й Украинский фронт  | 52-я армия | 73-й стрелковый корпус             | —                                                                    |
| 01.01.1945 | 1-й Украинский фронт  | 52-я армия | 73-й стрелковый корпус             | —                                                                    |
| 01.02.1945 | 1-й Украинский фронт  | 52-я армия | 73-й стрелковый корпус             | —                                                                    |
| 01.03.1945 | 1-й Украинский фронт  | 52-я армия | 73-й стрелковый корпус             | —                                                                    |
| 01.04.1945 | 1-й Украинский фронт  | 52-я армия | 78-й стрелковый корпус             | —                                                                    |
| 01.05.1945 | 1-й Украинский фронт  | 52-я армия | —                                  | в оперативном подчинении 7-го гвардейского механизированного корпуса |

## Командование

### Командиры
- Похазников, Пётр Николаевич (03.07.1941 — 15.10.1941), полковник, с 15.07.1941 генерал-майор;
- Кузнецов Иван Михайлович (16.10.1941 — 16.11.1941), генерал-майор;
- Батицкий, Павел Фёдорович (17.11.1941 — 17.07.1943), полковник;
- Дрычкин, Дмитрий Аристархович (18.07.1943 — 13.11.1943), полковник;
- Путейко Михаил Константинович (14.11.1943 — 21.01.1944), полковник;
- Зеленков Яков Дмитриевич (23.01.1944 — 08.04.1944), полковник;
- Путейко Михаил Константинович (09.04.1944 — 20.04.1945), полковник, с 13.09.1944 генерал-майор (умер от ран 21.04.1945, похоронен в г. Львов.);
- Андрианов Владимир Владимирович (21.04.1945 — 05.05.1945), полковник;
- Живалёв, Пётр Кириллович (06.05.1945 — сентябрь 1945), полковник;
- Ерошенко, Пётр Савельевич (сентябрь 1945 — февраль 1946), полковник[5].

### Заместители командира
- Панчук, Иван Владимирович (??.07.1942 — 07.10.1942), полковник

## Награды и наименования
| Награда (наименование)                | Дата                 | За что награждена |
| ------------------------------------- | -------------------- | --- |
| Почётное наименование «Черкасская»    | 14 декабря 1943 года | присвоено приказом Верховного Главнокомандующего от 14 декабря 1943 года за отличие в боях за освобождение города Черкассы. |
| Орден Красного Знамени                | 19 марта 1944 года   | награждена Указом Президиума Верховного Совета СССР от 19 марта 1944 года за образцовое выполнение заданий командования в боях за освобождение города Умани и проявленные при этом доблесть и мужество. |
| Орден Суворова II степени             | 8 апреля 1944 года   | награждена Указом Президиума Верховного Совета СССР от 8 апреля 1944 года за образцовое выполнение заданий командования при форсировании Днестра, овладение городом и важным железнодорожным узлом Бельцы, выход на государственную границу и проявленные при этом доблесть и мужество.                                                                         |
| Орден Богдана Хмельницкого II степени | 24 апреля 1944 года  | награждена Указом Президиума Верховного Совета СССР от 24 апреля 1944 года за образцовое выполнение заданий командования при прорыве обороны противника и за форсирование реки Прут и проявленные при этом доблесть и мужество. |
| Орден Кутузова II степени             | 19 февраля 1945 года | награждена Указом Президиума Верховного Совета СССР от 19 февраля 1945 года за образцовое выполнение заданий командования в боях с немецкими захватчиками, за овладение городами Острув и Ельс и проявленные при этом доблесть и мужество. |
| Орден Ленина                          | 28 мая 1945 года     | награждена Указом Президиума Верховного Совета СССР от 28 мая 1945 года за образцовое выполнение заданий командования в боях при прорыве обороны немцев на реке Нейссе и овладении городами Котбус, Люббен, Цоссен, Беелитц, Лукенвальде, Тройенбритцен, Цана, Мариенфельде, Треббин, Рангсдорф, Дидерсдорф, Кельтов и проявленные при этом доблесть и мужество |

Награды частей дивизии:
- 929-й стрелковый Ясский[11] полк
- 933-й стрелковый Краснознамённый[12] ордена Кутузова[13] полк
- 936-й стрелковый Краснознамённый[14] ордена Суворова[15] полк
- 791-й артиллерийский Ясский[11] ордена Кутузова[14] полк
- 311-й отдельный самоходно-артиллерийский ордена Богдана Хмельницкого дивизион
- 421 отдельный сапёрный ордена Красной Звезды батальон

## Отличившиеся воины дивизии
За боевые подвиги в годы войны свыше 6800 воинов были награждены орденами и медалями, а 59 из них Было присвоено звание Героя Советского Союза.13 воинов дивизии стали кавалерами ордена Славы 3-х степеней.
| Награда | Ф. И. О.                          | Должность                                                                                     | Звание            | Дата награждения                 | Примечания                                                        |
| ------- | --------------------------------- | --------------------------------------------------------------------------------------------- | ----------------- | -------------------------------- | ----------------------------------------------------------------- |
|         | Алпатов, Николай Савельевич       | наводчик миномёта 933-го стрелкового полка                                                    | ефрейтор          | 22.02.1944                       | —                                                                 |
|         | Аулов, Василий Иванович           | командир батальона 936-го стрелкового полка                                                   | капитан           | 13.09.1944                       | —                                                                 |
|         | Беседин, Александр Васильевич     | заместитель командира батальона по политической части 936-го стрелкового полка                | старший лейтенант | 22.02.1944                       | умер от ран 28.12.1944 года.                                      |
|         | Бондаренко, Дмитрий Васильевич    | стрелок 936-го стрелкового полка                                                              | красноармеец      | 10.04.1945                       |                                                                   |
|         | Бровченко, Иван Никонович         | стрелок 936-го стрелкового полка                                                              | красноармеец      | 13.09.1944                       | —                                                                 |
|         | Буц, Андрей Фёдорович             | стрелок 929-го стрелкового полка                                                              | красноармеец      | 13.09.1944                       | —                                                                 |
|         | Болсуновский, Павел Филиппович    | командир 791-го артиллерийского полка                                                         | подполковник      | 27.06.1945                       | посмертно, сохранил на себе знамя полка                           |
|         | Бычковский, Олег Анатольевич      | командир 2-й батареи 130-го отдельного истребительно-противотанкового дивизиона               | лейтенант         | 22.02.1944                       | посмертно                                                         |
|         | Василенко, Николай Григорьевич    | стрелок 936-го стрелкового полка                                                              | красноармеец      | 13.09.1944                       | погиб 09.04.1944                                                  |
|         | Веретенников, Пётр Митрофанович   | командир 1-го стрелкового батальона 933-го стрелкового полка                                  | старший лейтенант | 22.02.1944                       | погиб 13.11.1944                                                  |
|         | Волков, Николай Васильевич        | командир пулемётного расчёта 936-го стрелкового полка                                         | сержант           | 22.02.1944                       | посмертно                                                         |
|         | Гарань, Алексей Фёдорович         | стрелок 936-го стрелкового полка                                                              | красноармеец      | 13.09.1944                       | —                                                                 |
|         | Дмитриев, Фёдор Павлович          | командира стрелкового взвода 936-го стрелкового полка                                         | старший сержант   | 13.09.1944                       |                                                                   |
|         | Долженков, Сергей Яковлевич       | командир расчёта 45-мм орудия 791 артиллерийского полка                                       | сержант           | 10.04.1945                       |                                                                   |
|         | Домнич, Егор Петрович             | помощник командира сапёрного взвода 936-го стрелкового полка                                  | старший сержант   | 22.02.1944                       |                                                                   |
|         | Дудник, Максим Илларионович       | наводчик 120-мм миномёта 936-го стрелкового полка                                             | младший сержант   | 27.06.1945                       |                                                                   |
|         | Жарков, Степан Петрович           | командир отделения 333-й отдельной разведывательной роты                                      | старшина          | 10.12.1943 23.05.1944 24.03.1945 | —                                                                 |
|         | Жмуровский, Дмитрий Петрович      | пулемётчик 936-го стрелкового полка                                                           | красноармеец      | 13.09.1944                       | —                                                                 |
|         | Жужома, Николай Иванович          | командир огневого взвода 130-го отдельного истребительно-противотанкового дивизиона           | старший сержант   | 22.02.1944                       | представлен посмертно, выжил. Кавалер ордена «Серебряная звезда». |
|         | Завьялов, Семён Акимович          | командир пулемётного отделения 936-го стрелкового полка                                       | красноармеец      | 14.02.1943                       |                                                                   |
|         | Зинченко, Павел Михайлович        | миномётчик 936-го стрелкового полка                                                           | младший сержант   | 27.06.1945                       |                                                                   |
|         | Иванов, Владимир Александрович    | командир расчёта 45-м орудия 311-го отдельного истребительно-противотанкового дивизиона       | старший сержант   | 10.04.1944 18.08.1944 10.04.1945 | погиб в бою 07.03.1945                                            |
|         | Игнаткин, Сергей Степанович       | командир отделения сапёрного взвода 933-го стрелкового полка                                  | старший сержант   | 22.02.1944                       | погиб 08.01.1944                                                  |
|         | Исаков, Георгий Семёнович         | командир стрелкового отделения 2 батальона 929-го стрелкового полка                           | младший сержант   | 22.02.1944                       | —                                                                 |
|         | Караулов, Василий Иванович        | командир стрелковой роты 936-го полка                                                         | старший лейтенант | 22.02.1944                       | —                                                                 |
|         | Кологойда, Николай Васильевич     | командир 1-й пулемётной роты 929-го стрелкового полка                                         | капитан           | 22.02.1944                       |                                                                   |
|         | Комбаров, Григорий Ермолаевич     | знаменосец 933-го стрелкового полка                                                           | старший сержант   | 27.06.1945                       |                                                                   |
|         | Кононенко, Григорий Дмитриевич    | стрелок-разведчик 333 отдельной разведывательной роты                                         | красноармеец      | 27.06.1945                       |                                                                   |
|         | Конько, Иван Кузьмич              | командира стрелкового взвода 936-го стрелкового полка                                         | лейтенант         | 13.09.1944                       | посмертно                                                         |
|         | Корнилов, Михаил Семёнович        | наводчик 45-мм пушки 936-го стрелкового полка                                                 | сержант           | 22.02.1944                       | посмертно                                                         |
|         | Короленко, Григорий Федотович     | командир 936-го стрелкового полка                                                             | полковник         | 13.09.1944                       | —                                                                 |
|         | Крипак, Иван Сергеевич            | командир миномётного расчёта 929-го стрелкового полка                                         | старший сержант   | 27.06.1945                       |                                                                   |
|         | Кузнецов, Борис Кириллович        | командир отделения связи 8-й батареи 791-го артиллерийского полка                             | сержант           | 22.02.1944                       | —                                                                 |
|         | Кулешов, Степан Иванович          | автоматчик 929-го стрелкового полка                                                           | красноармеец      | 13.09.1944                       | бросился с гранатой под танк, выжил                               |
|         | Короленко, Григорий Федотович     | командир 936-го стрелкового полка                                                             | подполковник      | 13.09.1944                       | —                                                                 |
|         | Ларёв, Иван Васильевич            | командир пулемётного взвода 936-го стрелкового полка                                          | лейтенант         | 22.02.1944                       | погиб 30.01.1944                                                  |
|         | Лебедев, Виктор Александрович     | разведчик 936-го стрелкового полка                                                            | красноармеец      | 22.02.1944                       | пропал без вести 20.11.1943                                       |
|         | Луценко, Ануфрий Максимович       | командир 929-го стрелкового полка                                                             | подполковник      | 13.09.1944                       | —                                                                 |
|         | Лялько, Григорий Григорьевич      | стрелок 929-го стрелкового полка                                                              | красноармеец      | 13.09.1944                       | —                                                                 |
|         | Магеррамов, Мамед Али оглы        | командир отделения 933-го стрелкового полка                                                   | старший сержант   | 22.02.1944                       | —                                                                 |
|         | Михайлов, Поликарп Михайлович     | командир миномётного расчёта 936-го стрелкового полка                                         | красноармеец      | 13.09.1944                       | —                                                                 |
|         | Мурыгин, Павел Павлович           | стрелок 933-го стрелкового полка                                                              | красноармеец      | 22.02.1944                       | посмертно                                                         |
|         | Мухамбетов, Жакипбек              | пулемётчик 933-го стрелкового полка                                                           | младший сержант   | 22.02.1944                       | —                                                                 |
|         | Назаров, Илья Семёнович           | командир отделения автоматчиков 929-го стрелкового полка                                      | старший сержант   | 13.09.1944                       | посмертно, бросился с гранатой под танк                           |
|         | Наурузбаев, Иноят                 | пулемётчик 933-го стрелкового полка                                                           | красноармеец      | 22.02.1944                       | —                                                                 |
|         | Нелюбин, Яков Николаевич          | командир миномётного взвода 936-го стрелкового полка                                          | младший лейтенант | 22.02.1944                       | —                                                                 |
|         | Николаев, Алексей Григорьевич     | командир батальона 929-го стрелкового полка                                                   | капитан           | 13.09.1944                       | —                                                                 |
|         | Павлов, Юрий Николаевич           | командир роты 936-го стрелкового полка                                                        | гвардии лейтенант | 13.09.1944                       | —                                                                 |
|         | Панченко, Дмитрий Иванович        | командир взвода автоматчиков 936-го стрелкового полка                                         | сержант           | 22.02.1944                       | пропал без вести в июне 1944                                      |
|         | Пасиков, Владимир Маркович        | командир отделения взвода пешей разведки 933-го стрелкового полка                             | сержант           | 14.06.1944 29.09.1944 10.04.1945 | —                                                                 |
|         | Пилипенко, Михаил Васильевич      | командир батальона 933-го стрелкового полка                                                   | капитан           | 22.02.1944                       | пропал без вести в мае 1944                                       |
|         | Погребной, Даниил Кононович       | стрелок 933-го стрелкового полка                                                              | красноармеец      | 13.09.1944                       | —                                                                 |
|         | Привалов, Иван Михайлович         | командир батареи 76-миллиметровых пушек 933-го стрелкового полка                              | старший лейтенант | 13.09.1944                       | погиб 29.04.1944                                                  |
|         | Оноприенко, Иван Алексеевич       | наводчик орудия 130-го отдельного истребительного противотанкового артиллерийского дивизиона  | старший сержант   | 22.02.1944                       | посмертно                                                         |
|         | Романчук, Павел Родионович        | начальник разведки дивизиона 791-го артиллерийского полка                                     | старший лейтенант | 22.02.1944                       | —                                                                 |
|         | Росляков, Анатолий Яковлевич      | командир стрелкового взвода 936-го стрелкового полка                                          | младший лейтенант | 22.02.1944                       | пропал без вести в ноябре 1943                                    |
|         | Руденко, Михаил Климович          | стрелок 933-го стрелкового полка                                                              | красноармеец      | 13.09.1944                       | —                                                                 |
|         | Смирнов, Иван Фёдорович           | командир огневого взвода 130-го отдельного истребительно-противотанкового дивизиона           | сержант           | 22.02.1944                       | погиб 18.12.1943                                                  |
|         | Сунагатуллин, Жавдат Гумурдакович | связной начальника штаба 933-го стрелкового полка                                             | красноармеец      | 22.02.1944                       | —                                                                 |
|         | Татаринов, Иван Дмитриевич        | стрелок 936-го стрелкового полка                                                              | ефрейтор          | 22.02.1944                       | пропал без вести 07.12.1943                                       |
|         | Томенко, Владимир Иванович        | разведчик взвода конной разведки 933-го стрелкового полка                                     | сержант           | 08.05.1944 05.02.1945 27.06.1945 | —                                                                 |
|         | Томилин, Леонид Филиппович        | командир батареи 791-го артиллерийского полка                                                 | старший лейтенант | 22.02.1944                       | —                                                                 |
|         | Тумар, Виктор Андреевич           | стрелок роты автоматчиков 929-го стрелкового полка                                            | красноармеец      | 13.09.1944                       | 02.05.1944 бросился с гранатой под танк                           |
|         | Ус, Иван Маркиянович              | пулемётчик 929-го стрелкового полка                                                           | красноармеец      | 13.09.1944                       | посмертно                                                         |
|         | Фесенко, Василий Филиппович       | пулемётчик 936-го стрелкового полка                                                           | красноармеец      | 13.09.1944                       | умер от ран 06.04.1944                                            |
|         | Цыбин, Иван Максимович            | стрелок 936-го стрелкового полка                                                              | красноармеец      | 22.02.1944                       | —                                                                 |
|         | Чариев, Хаджикуль                 | командир отделения 936-го стрелкового полка                                                   | сержант           | 27.06.1945                       |                                                                   |
|         | Чекин, Евграф Иванович            | командир взвода 929-го стрелкового полка                                                      | старший лейтенант | 13.09.1944                       | —                                                                 |
|         | Четверткин, Алексей Егорович      | командир стрелковой роты 933 полка                                                            | младший лейтенант | 22.02.1944                       | —                                                                 |
|         | Чирка, Николай Спиридонович       | сапёр 933-го стрелкового полка                                                                | красноармеец      | 13.09.1944                       | —                                                                 |
|         | Чуенко, Пётр Дмитриевич           | пулемётчик 936-го стрелкового полка                                                           | красноармеец      | 13.09.1944                       |                                                                   |
|         | Шраменко, Андрей Максимович       | наводчик орудия самоходной установки СУ-76 311 отдельного самоходно-артиллерийского дивизиона | сержант           | 7.07.1968 (см. прим.)            | перенагражден орденом Славы I степени 7 июня 1968 года            |
|         | Яровой, Пётр Павлович             | стрелок 929-го стрелкового полка                                                              | красноармеец      | 13.09.1944                       |                                                                   |